# Saint-Maurice (Bas-Rhin)
Pour les articles homonymes, voir Saint-Maurice.
Saint-Maurice est une commune française, située dans la circonscription administrative du Bas-Rhin et, depuis le 1er janvier 2021, dans le territoire de la Collectivité européenne d'Alsace, en région Grand Est.
Cette commune se trouve dans la région historique et culturelle d'Alsace.

## Géographie

### Localisation
Saint-Maurice se trouve sur la rive gauche du Giessen, à trois kilomètres en aval de Villé. Le ban communal s'étend sur 140 ha (le moins grand de la vallée) et couvre un interfluve en forme de triangle limité :
- au sud-ouest par la vallée du Giessen, large de près de 500 mètres dans ce secteur ;
- au nord-ouest par le vallon de Triembach-au-Val au Sauloch suivi en partie par la route de Villé à Barr ;
- à l'est par le vallon bien incisé du Dumpfenbach, issu lui aussi des parages du Sauloch, au pied de l'Ungersberg.

Le village est installé à 250 m d'altitude, à l'intersection de l'ancienne route du Sel et du Dumpfenbach. À flanc de coteau, il domine le fond de la vallée du Giessen d'une douzaine de mètres. Quelques maisons de l'agglomération de Triembach-au-Val font partie de la commune de Saint-Maurice, les constructions de la rive gauche du Dumpfenbach sont situées sur le ban de Thanvillé.

### Communes limitrophes
| Triembach-au-Val |                    | Saint-Pierre-Bois |
|                  | Saint-Maurice      | Thanvillé         |
| Neuve-Église     | Dieffenbach-au-Val |                   |

### Hydrographie

#### Réseau hydrographique
La commune est dans le bassin versant du Rhin au sein du bassin Rhin-Meuse. Elle est drainée par le Giessen et le ruisseau Dumpfenbach,.
Le Giessen, d'une longueur de 34 km, prend sa source dans la commune de Urbeis et se jette  dans l'Ill à Ebersmunster, après avoir traversé 18 communes. Les caractéristiques hydrologiques du Giessen sont données par la station hydrologique située sur la commune de Thanvillé. Le débit moyen mensuel est de 1,39 m3/s. Le débit moyen journalier maximum est de 30 m3/s, atteint lors de la crue du 15 février 1990. Le débit instantané maximal est quant à lui de 31,6 m3/s, atteint le même jour.

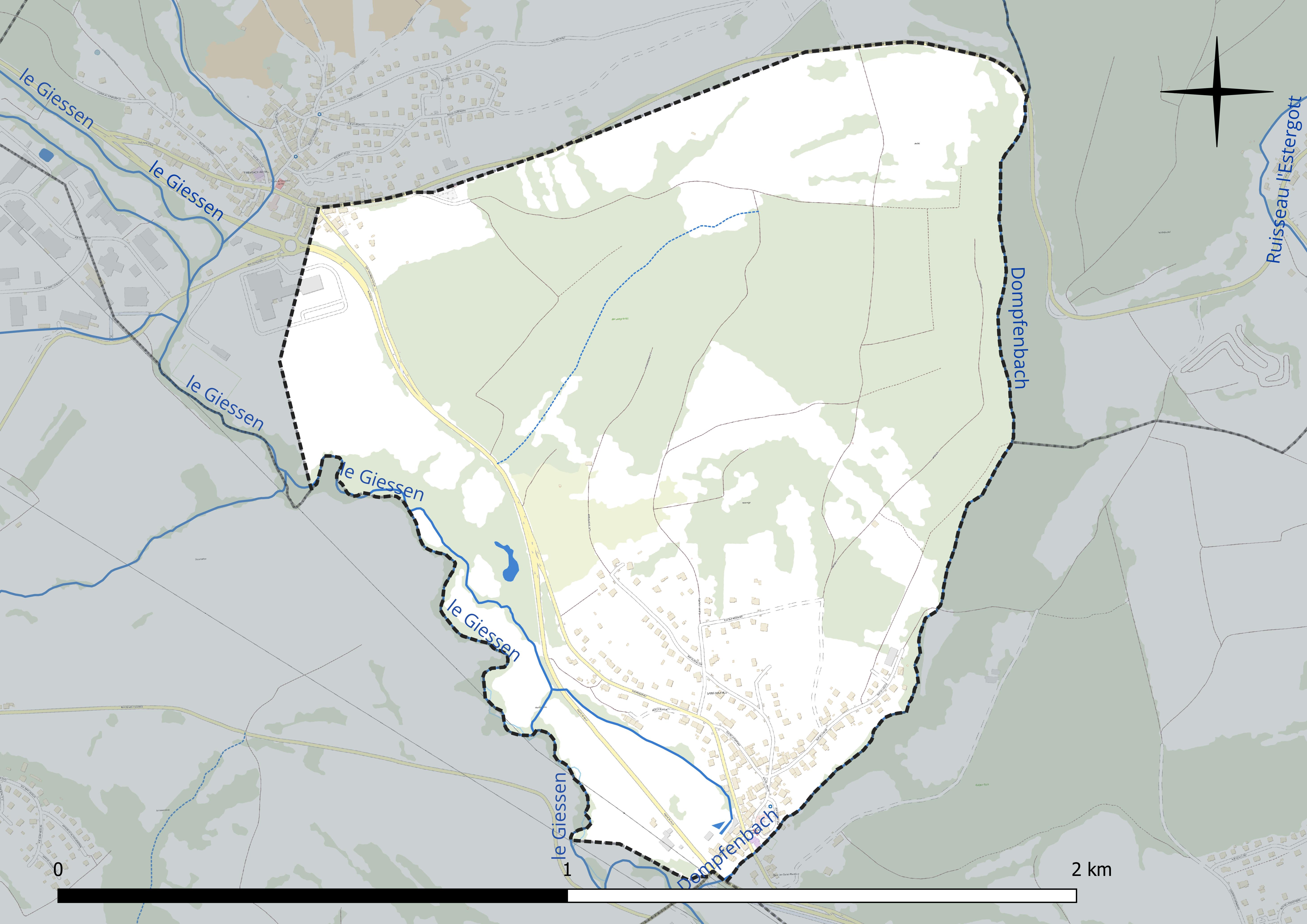
Réseau hydrographique de Saint-Maurice.

#### Gestion et qualité des eaux
Le territoire communal est couvert par le schéma d'aménagement et de gestion des eaux (SAGE) « Giessen Liepvrette ». Ce document de planification concerne les bassins versants du Giessen et de la Lièpvrette.  Son périmètre s’étend sur 317 km2. Il a été approuvé le 13 avril 2016. La structure porteuse de l'élaboration et de la mise en œuvre est le Syndicat des eaux et de l'assainissement Alsace Moselle. 
La qualité des cours d’eau peut être consultée sur un site dédié géré par les agences de l’eau et l’Agence française pour la biodiversité. 

### Climat
Pour des articles plus généraux, voir Climat du Grand Est et Climat du Bas-Rhin.
En 2010, le climat de la commune est de type climat des marges montargnardes, selon une étude du Centre national de la recherche scientifique s'appuyant sur une série de données couvrant la période 1971-2000. En 2020, Météo-France publie une typologie des climats de la France métropolitaine dans laquelle la commune est exposée à un climat semi-continental et est dans la région climatique  Vosges, caractérisée par une pluviométrie très élevée (1 500 à 2 000 mm/an) en toutes saisons et un hiver rude (moins de 1 °C). 
Pour la période 1971-2000, la température annuelle moyenne est de 10,3 °C, avec une amplitude thermique annuelle de 17,6 °C. Le cumul annuel moyen de précipitations est de 832 mm, avec 9,3 jours de précipitations en janvier et 10,1 jours en juillet. Pour la période 1991-2020, la température moyenne annuelle observée sur la station météorologique de Météo-France la plus proche, « Villé », sur la commune de Villé à 3 km à vol d'oiseau, est de 11,3 °C et le cumul annuel moyen de précipitations est de 957,7 mm. 
La température maximale relevée sur cette station est de 39,5 °C, atteinte le 13 août 2003 ; la température minimale est de −19 °C, atteinte le 7 février 1991,,. 
Les paramètres climatiques de la commune ont été estimés pour le milieu du siècle (2041-2070) selon différents scénarios d'émission de gaz à effet de serre à partir des nouvelles projections climatiques de référence DRIAS-2020. Ils sont consultables sur un site dédié publié par Météo-France en novembre 2022.

## Urbanisme

### Typologie
Au 1er janvier 2024, Saint-Maurice est catégorisée commune rurale à habitat dispersé, selon la nouvelle grille communale de densité à sept niveaux définie par l'Insee en 2022.
Elle est située hors unité urbaine. Par ailleurs la commune fait partie de l'aire d'attraction de Sélestat, dont elle est une commune de la couronne,. Cette aire, qui regroupe 37 communes, est catégorisée dans les aires de 50 000 à moins de 200 000 habitants,.

### Occupation des sols
L'occupation des sols de la commune, telle qu'elle ressort de la base de données européenne d’occupation biophysique des sols Corine Land Cover (CLC), est marquée par l'importance des territoires agricoles (47,5 % en 2018), en diminution par rapport à 1990 (50 %). La répartition détaillée en 2018 est la suivante : forêts (34,8 %), zones agricoles hétérogènes (29,2 %), cultures permanentes (18,2 %), zones urbanisées (17,7 %). L'évolution de l’occupation des sols de la commune et de ses infrastructures peut être observée sur les différentes représentations cartographiques du territoire : la carte de Cassini (XVIIIe siècle), la carte d'état-major (1820-1866) et les cartes ou photos aériennes de l'IGN pour la période actuelle (1950 à aujourd'hui).

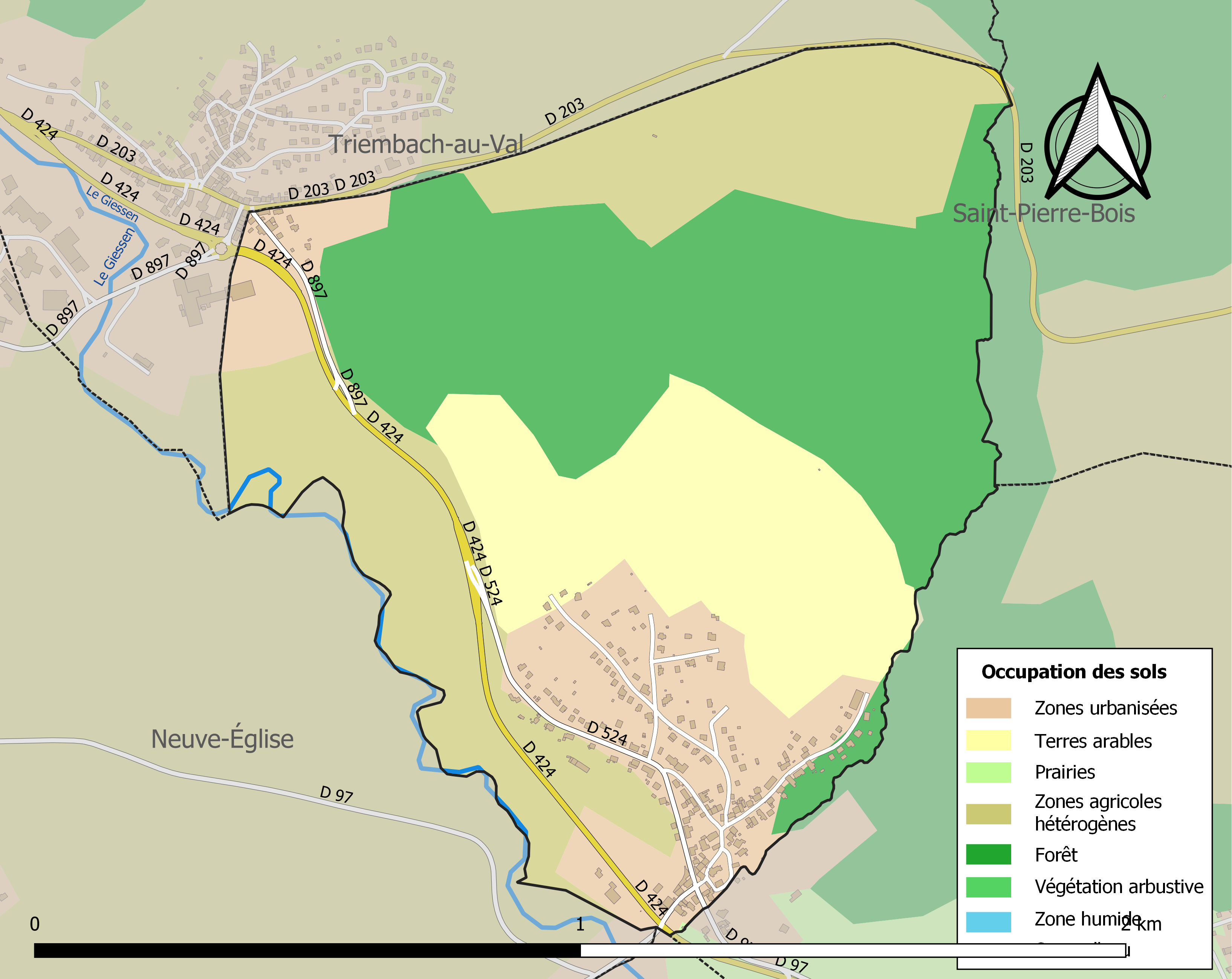
Carte des infrastructures et de l'occupation des sols de la commune en 2018 (CLC).

## Toponymie
Saint-Maurice : Sankt Moritz en allemand, Sàmmeritz en alsacien, Saint Morih en welche.

## Histoire

### Un village sans doute très ancien
Ce village situé au bord de l'ancienne route du Sel reliant les salines de Lorraine à la Forêt-Noire en passait par le Val de Villé. Le village a une origine très ancienne, puisque d'après les historiens il existait déjà à l'époque hallstattienne (Ve – VIIIe siècle av. J.-C.), mais aucune trace archéologique remontant à la préhistoire ou même au haut Moyen Âge, n'a été trouvée à ce jour.

### Une possession de l'abbaye d'Ebersmunster
L'abbaye d'Ebersmunster possède de bonne heure à Saint-Maurice le village, mais les chartes qui s'y rapportent sont des faux du XIIe siècle. C'est la raison pour laquelle le nom du patron de l'abbaye est d'abord donné à la chapelle qui y a été édifiée, et ensuite, par extension au village même. Le village devient ensuite une filiale de la paroisse de Thanvillé.

### Saint-Maurice passe ensuite à l'évêché de Strasbourg
Saint-Maurice passe ensuite à l'évêque de Strasbourg, puis est cédé comme fief épiscopal à un certain nombre de familles dont celles de Wendelin Zum Trübel, famille noble de Strasbourg. Ce dernier vend, en 1490, le village au Grand Chapitre de la cathédrale de Strasbourg. Saint-Maurice est ainsi rattaché au Comte-Ban, puis suit les destinées de la seigneurie de Frankenbourg jusqu'en 1789 et dépend donc du maire de Neuve-Église. Saint-Maurice est desservie ensuite par le curé de Neuve-Église.

### Différentes armées traversent le village
Le village étant situé sur un axe de communication important, différentes armées la traverse, notamment les Suédois au moment de la guerre de Trente Ans. Seize familles de bourgeois habitent le village en 1618. En 1648 le village ne comportent plus que neuf fils de bourgeois ; sept maisons sont encore habitables à la fin de la guerre sur les seize habitées auparavant.

### Le repeuplement
Après la guerre de Trente Ans, le village se repeuple assez rapidement. Des familles entières en provenance des autres vallées et même de plus loin viennent s'installer, encouragées par les édits de Louis XIV. Dans un document de 1690, une liste dresse le nombre de nouveaux arrivants dans la commune, soit 14 couples et 36 enfants, c'est-à-dire une population globale de 64 personnes. Parmi les noms cités, on note : Meier, Viné, Hans, Tantonville, Humbert, George, etc. L'immigration se poursuit au XVIIIe siècle, de belles demeures s'édifient. En 1801, le village compte 250 habitants.

### La Révolution
Lors de la Révolution, Saint-Maurice ne fait plus partie du Grand Chapitre de la cathédrale de Strasbourg. Tous les biens du Chapitre sont nationalisés et vendus sous enchères. La commune étant devenue autonome, un maire est nommé, Nicolas Ernst.

### L'avènement de la Deuxième République
En 1848, les habitants de Saint-Maurice fêtent l'avènement de la IIe République (1848) en plantant un arbre de la liberté au centre du village.

### Une épidémie de choléra frappe le village
Malgré l'épidémie de choléra qui frappe le village en 1849, la population loin de diminuer, poursuit sa lente progression. La population double dès la première moitié du XIXe siècle passant de 250 habitants à 466 en 1846. Certains habitants vont chercher fortune au-delà des mers. L'arrivée du chemin de fer en 1891 encourage et facilité les exodes. En 183[Quoi ?] la commune achète une maison spacieuse qu'elle transforme en école et en presbytère pour accueillir le futur curé de la paroisse.

### La Première Guerre mondiale
L'histoire de la Première Guerre mondiale est marquée par les événements des 18 et 19 août 1914 où une lutte oppose, dans l'avant vallée les troupes de la 14e division de l'armée française et les troupes bavaroises de la 30e division de réserve du général Von Knoerzer, comprenant neuf bataillons d'infanterie, six batteries d'artillerie et une batterie de canons de 100 mm. Le soir du 18 août, les soldats allemands occupent le village et s'y installent pour la nuit. Pour une raison inconnue, des coups de feu partent, et les troupes bavaroises, accusent les habitants de cacher des soldats français. Ils incendient trente huit maisons du centre du village, abattent trois habitants en fuite et deux soldats français prisonniers.

### Diplôme de Croix de guerre 1919
Les évènements des 18 et 19 août 1914 occasionnent la mort de deux soldats français et la mort de trois civils de la localité. De plus, quatre-vingt-quatre personnes sont arrêtées et détenues durant quinze jours à Strasbourg, accusées d'avoir cachés des soldats français. À la fin des hostilités, le village érige un monument à ses martyrs, qui est inauguré le 19 août 1919. Le lendemain, le président Raymond Poincaré visite la commune et lui décerne la Croix de guerre avec palme.

## Politique et administration
| Période                                  | Période  | Identité         | Étiquette | Qualité                                                     |
| ---------------------------------------- | -------- | ---------------- | --------- | ----------------------------------------------------------- |
| Les données manquantes sont à compléter. |          |                  |           |                                                             |

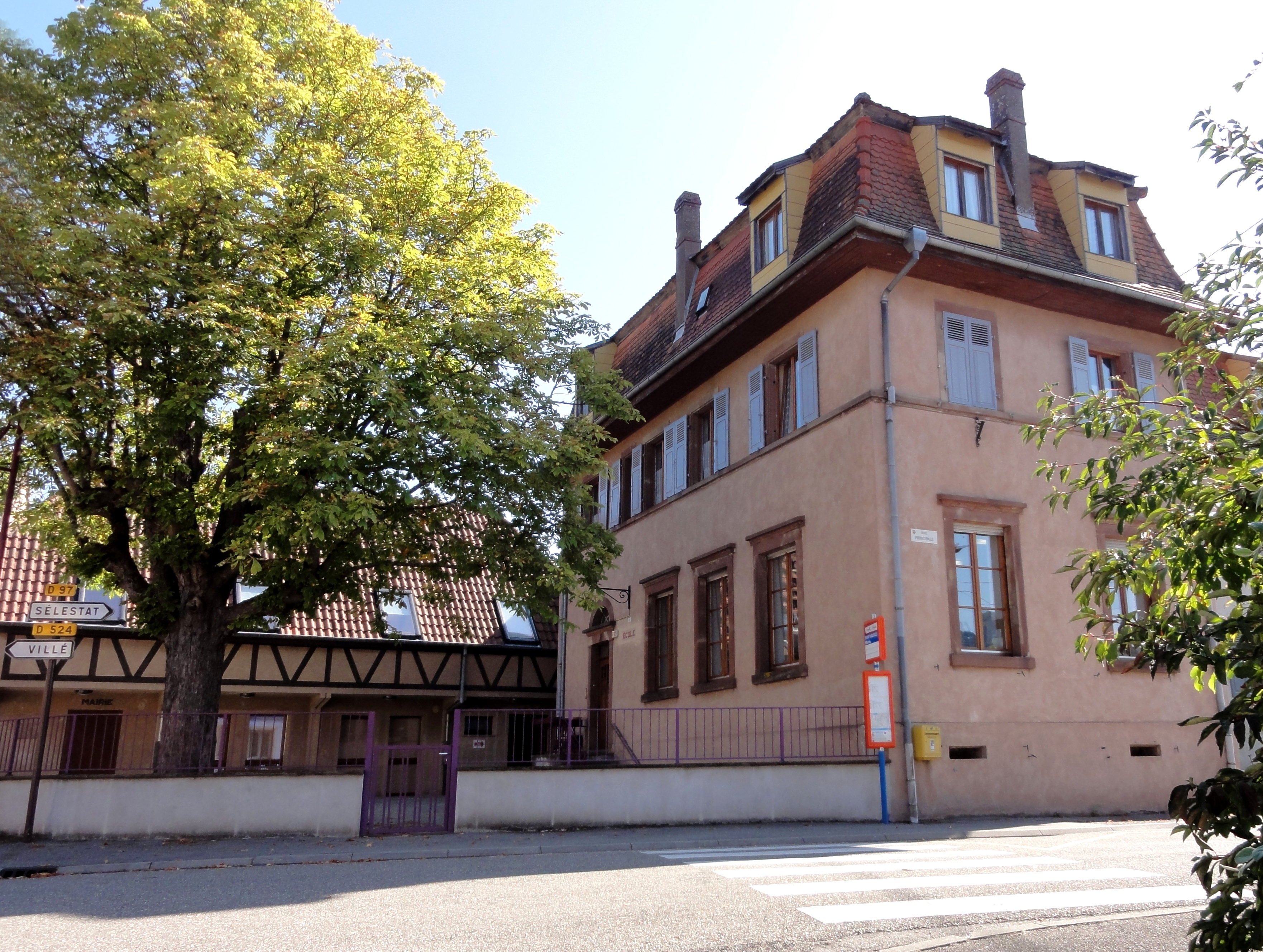
Mairie-école de Saint-Maurice.

| mars 2001                                | mai 2020 | Jean-Marc Riebel | EÉLV      | Conseiller régional, président de la communauté de communes |
| mai 2020                                 | En cours | Jean-Marc Witz   |           |                                                             |

## Démographie
L'évolution du nombre d'habitants est connue à travers les recensements de la population effectués dans la commune depuis 1793. Pour les communes de moins de 10 000 habitants, une enquête de recensement portant sur toute la population est réalisée tous les cinq ans, les populations de référence des années intermédiaires étant quant à elles estimées par interpolation ou extrapolation. Pour la commune, le premier recensement exhaustif entrant dans le cadre du nouveau dispositif a été réalisé en 2008.

En 2022, la commune comptait 331 habitants, en évolution de −14,69 % par rapport à 2016 (Bas-Rhin : +3,17 %, France hors Mayotte : +2,11 %).
| 1793 | 1800 | 1806 | 1821 | 1831 | 1836 | 1841 | 1846 | 1851 |
| ---- | ---- | ---- | ---- | ---- | ---- | ---- | ---- | ---- |
| 241  | 253  | 286  | 393  | 449  | 444  | 428  | 466  | 420  |

| 1856 | 1861 | 1866 | 1871 | 1875 | 1880 | 1885 | 1890 | 1895 |
| ---- | ---- | ---- | ---- | ---- | ---- | ---- | ---- | ---- |
| 425  | 456  | 428  | 442  | 381  | 365  | 352  | 381  | 352  |

| 1900 | 1905 | 1910 | 1921 | 1926 | 1931 | 1936 | 1946 | 1954 |
| ---- | ---- | ---- | ---- | ---- | ---- | ---- | ---- | ---- |
| 373  | 353  | 331  | 253  | 285  | 278  | 278  | 285  | 247  |

| 1962 | 1968 | 1975 | 1982 | 1990 | 1999 | 2006 | 2008 | 2013 |
| ---- | ---- | ---- | ---- | ---- | ---- | ---- | ---- | ---- |
| 242  | 277  | 293  | 290  | 309  | 332  | 370  | 381  | 397  |

| 2018 | 2022 | - | - | - | - | - | - | - |
| ---- | ---- | - | - | - | - | - | - | - |
| 345  | 331  | - | - | - | - | - | - | - |

## Culture locale et patrimoine

### Lieux et monuments
Église de Saint-Maurice
Une chapelle fort ancienne d'après la tradition dédiée à saint Maurice s'élevait sur le ban. Celle-ci remonte au XIIe siècle et fut dès son origine liée à l'abbaye d'Ebersmunster. Elle aurait été agrandie une première fois au XIVe siècle. En 1713, on construit une nouvelle nef capable d'accueillir une population qui ne cesse d'augmenter. En 1715, on rajoute une sacristie et on rehausse le clocher surmontant l'ancien chœur gothique. En 1883, le sanctuaire connaît de nouvelles transformations : la nef est allongée, l'entrée se fait sous le cloche à l'emplacement de l'ancien clocher et ce dernier est transféré à l'autre extrémité de la nef à la place de l'ancienne entrée. De l'église gothique du XIVe siècle il ne subsiste plus que quelques traces sur la tour et probablement le bénitier. Le mobilier date pour l'essentiel de cette époque, et en particulier les quatorze tableaux du chemin de croix, dus à Caroline Sorg. L'autel principal est dédié à saint Maurice et les deux autels latéraux sont consacrés à la Vierge et à saint Joseph.

### Galerie

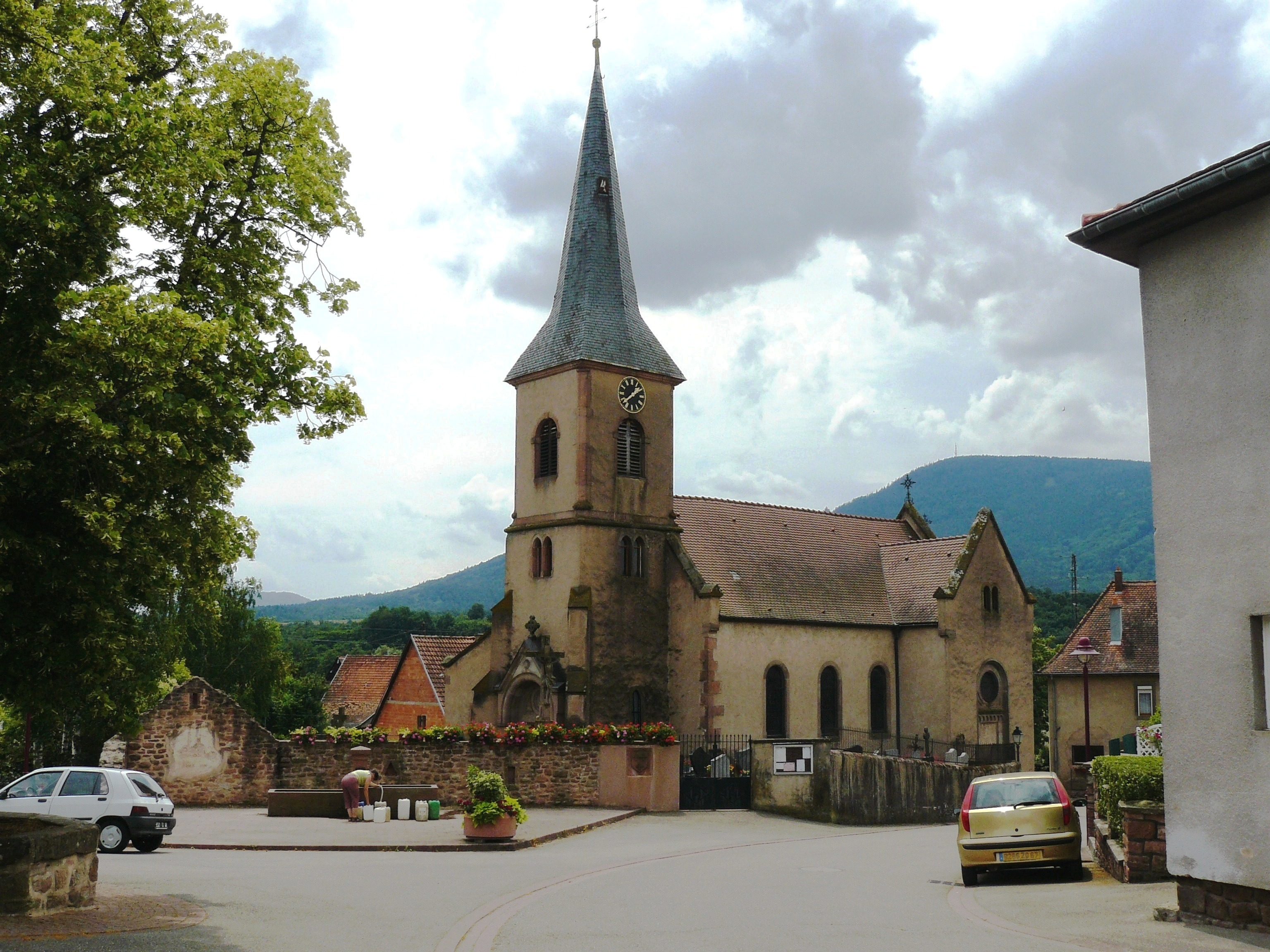
Église Saint-Maurice.
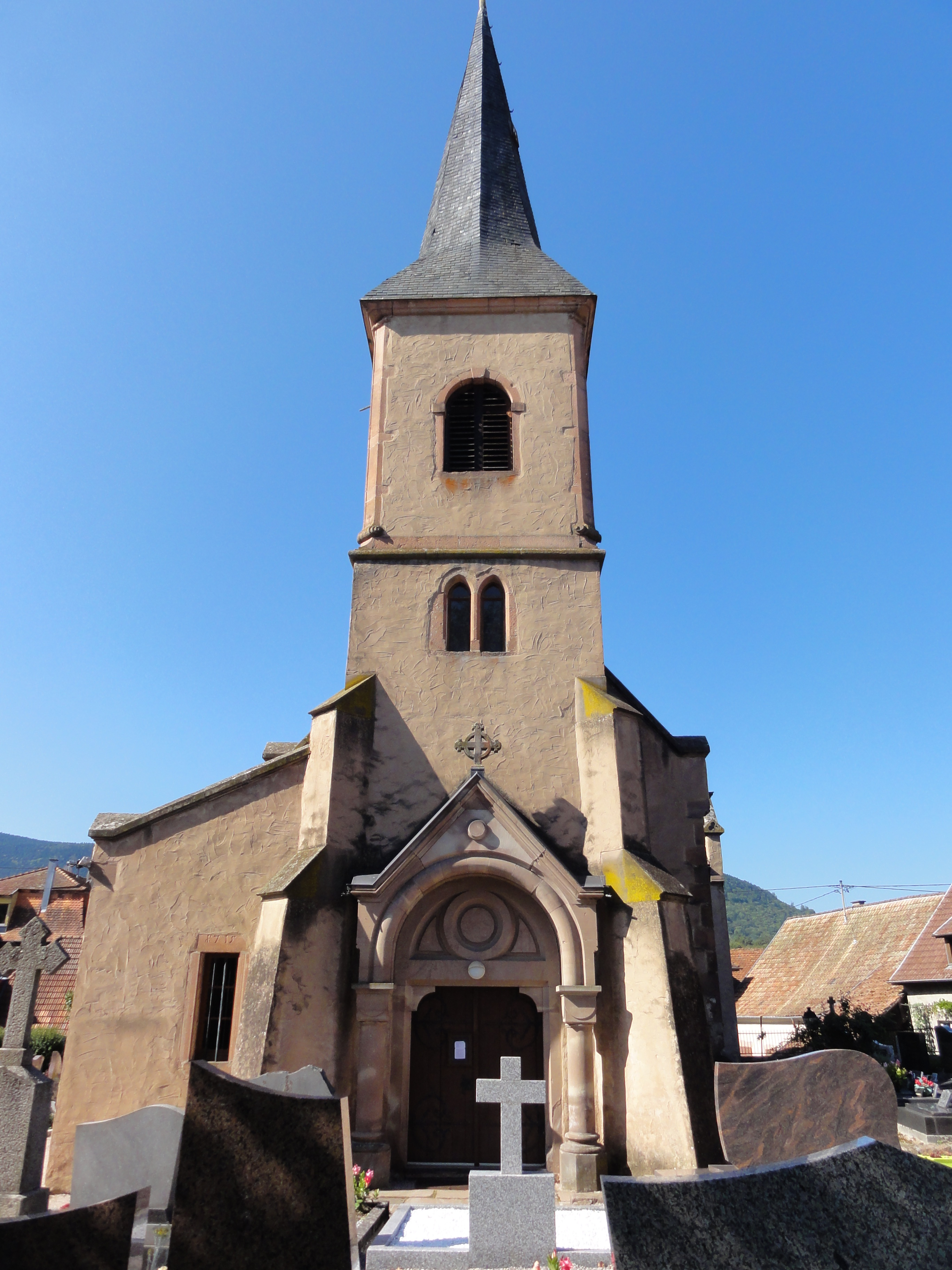
Clocher-porche et portail.
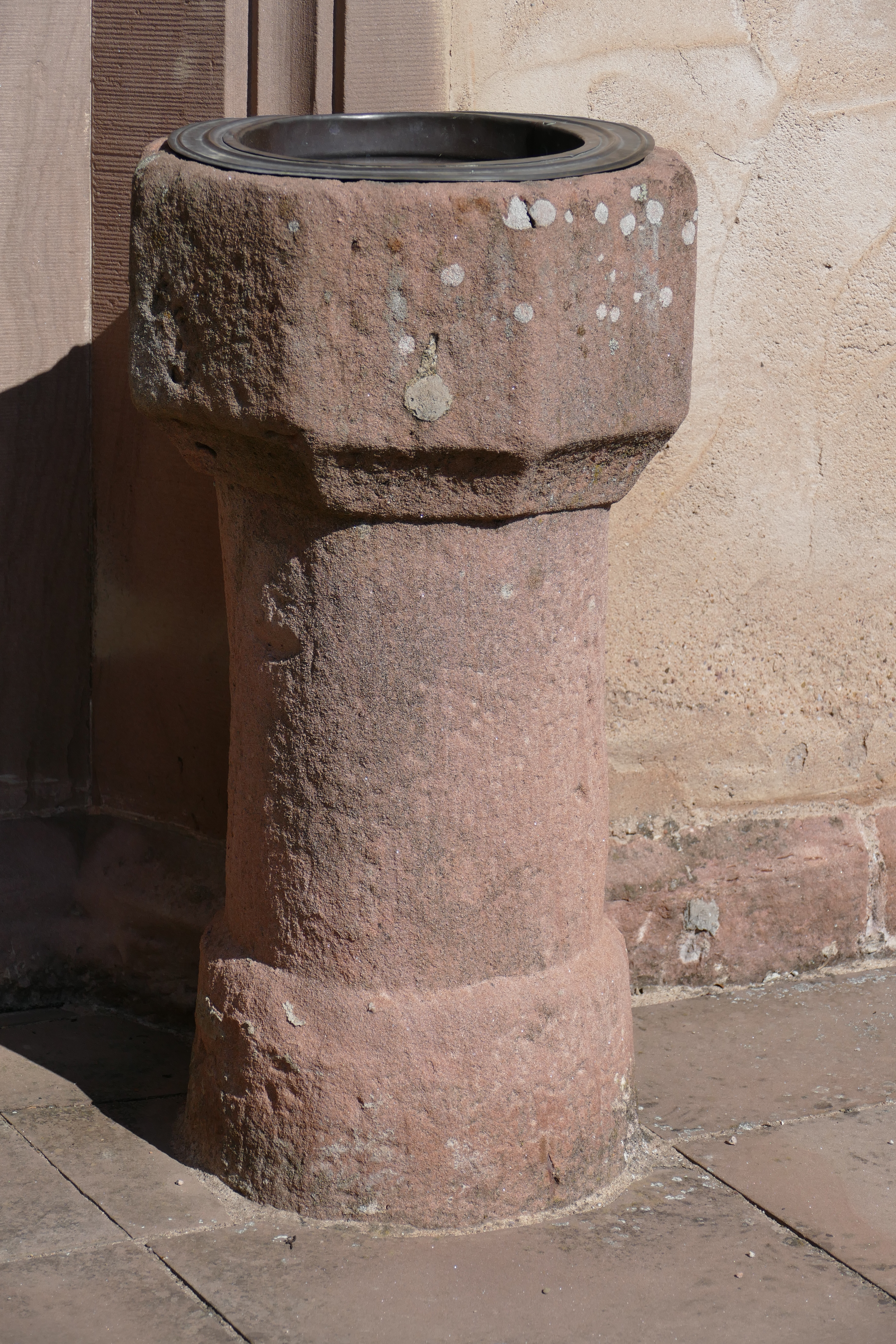
Bénitier du milieu du Moyen Âge.
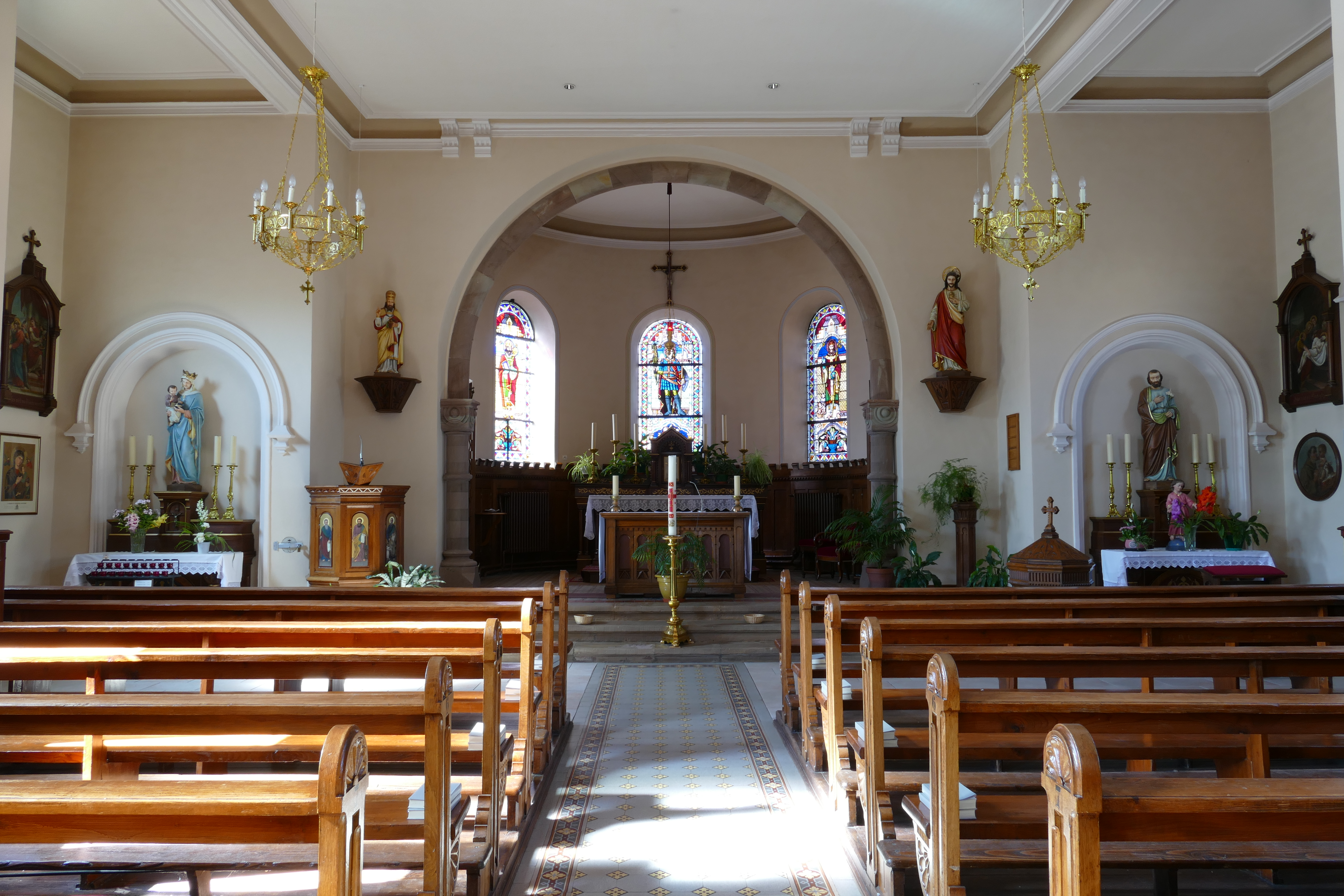
Vue intérieure de la nef vers le chœur.
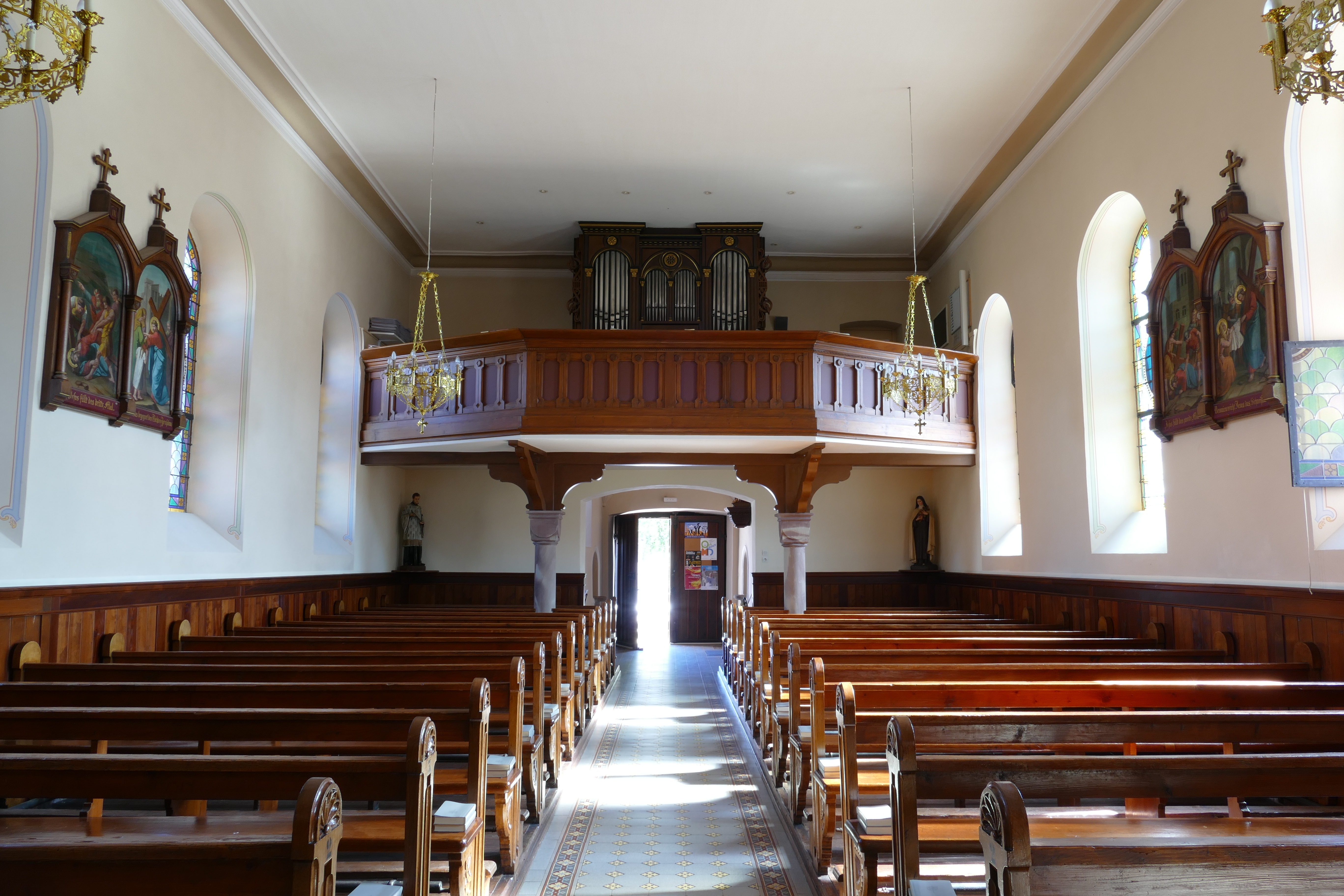
Vue intérieure de la nef vers la tribune d'orgue.
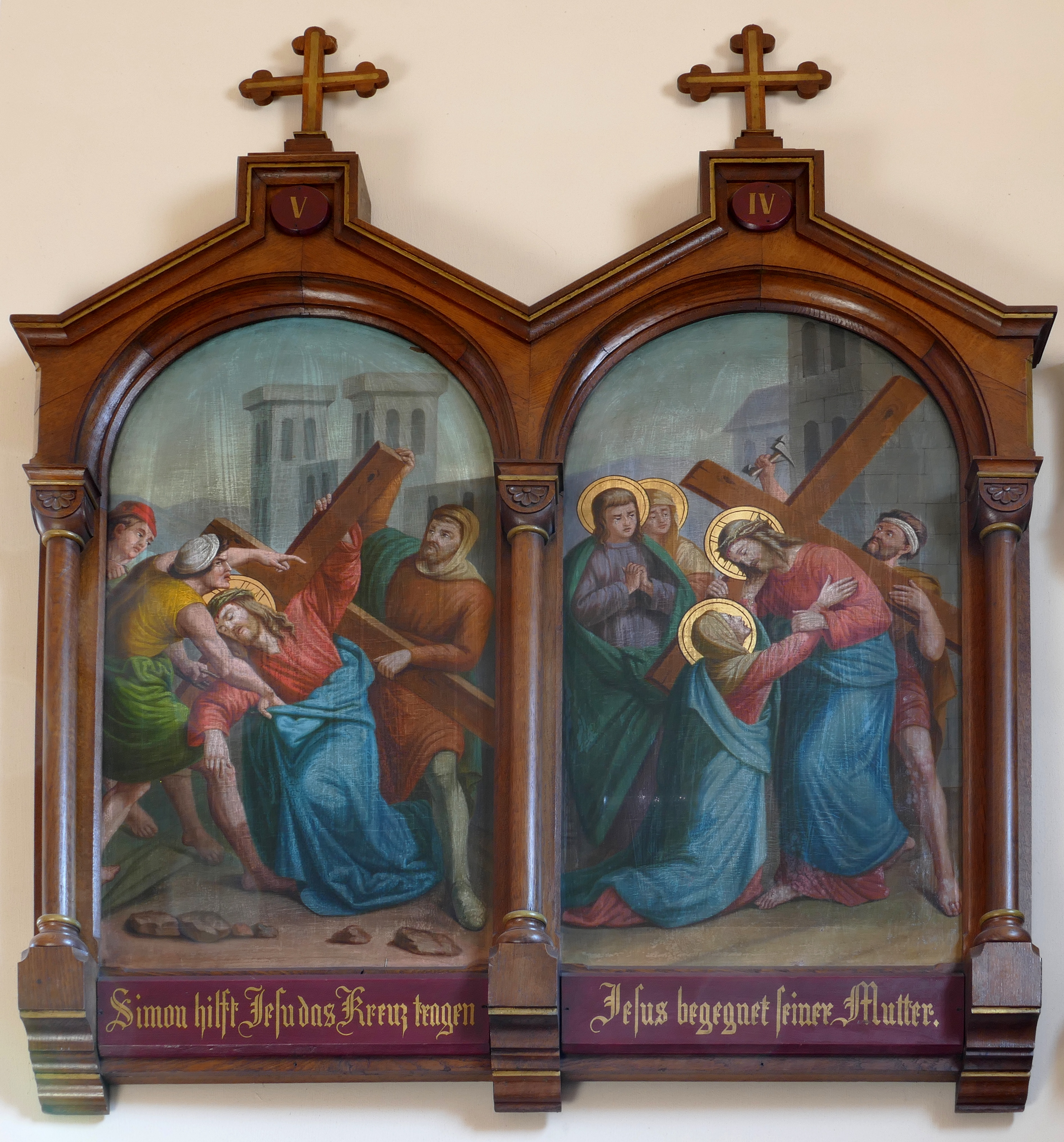
Chemin de croix (1888, Carola Sorg).
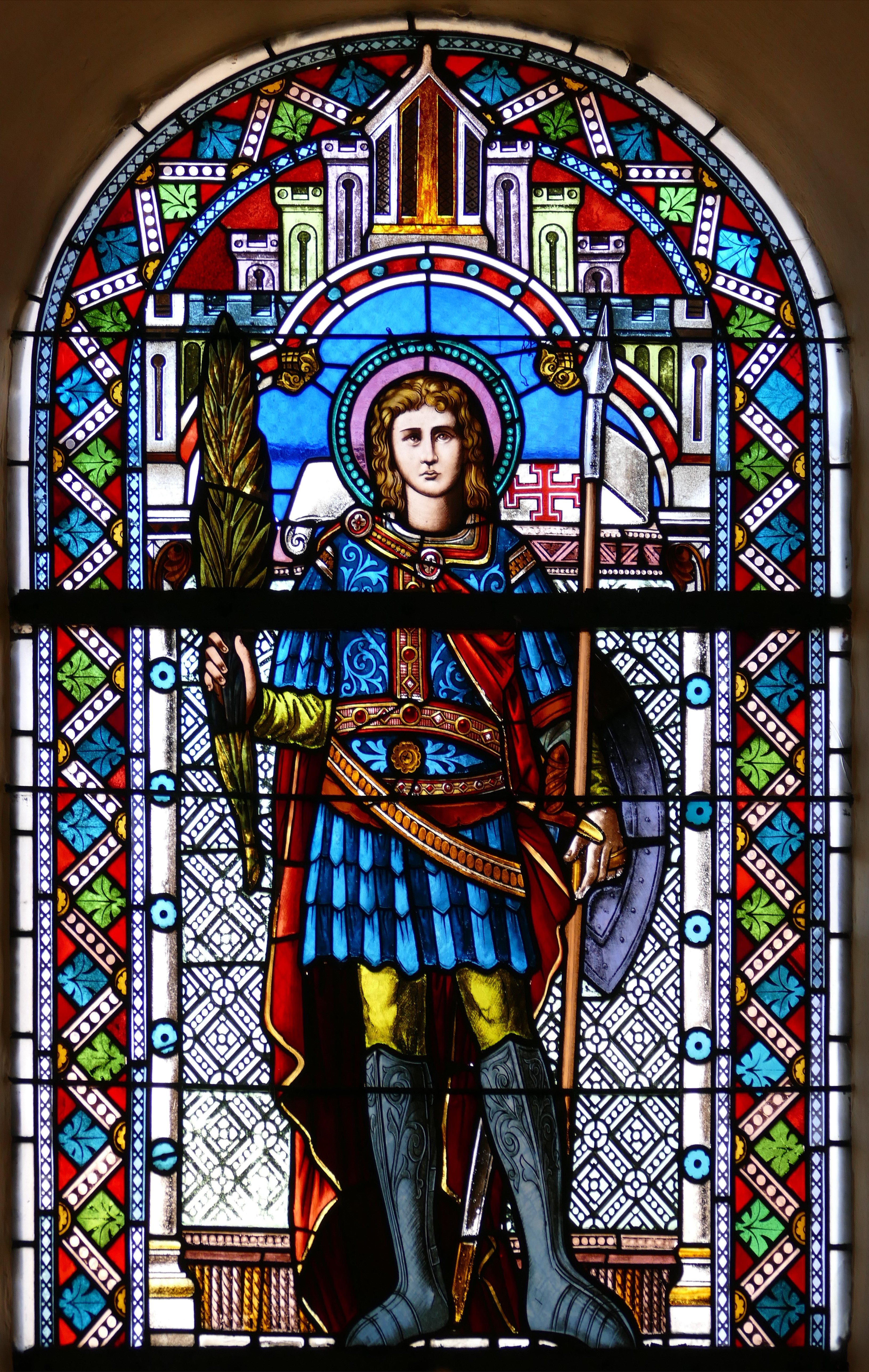
Verrière néo-romane « Saint Maurice ».

### Héraldique
| Blason de Saint-Maurice (Bas-Rhin) | Blason  | De gueules aux trois croisettes tréflées d'argent. |
| Blason de Saint-Maurice (Bas-Rhin) | Détails |                                                    |